# ارين إي. ميلر
ارين إي. ميلر (بالإنجليزية: Warren E. Miller)‏ هو سياسي أمريكي، ولد في 5 أكتوبر 1964 في الولايات المتحدة. حزبياً، نشط في الحزب الجمهوري. وقد انتخب عضو مجلس النواب لولاية ماريلند.